# カナの婚宴 (ダーフィット)
『カナの婚宴』（カナのこんえん、仏: Les Noces de Cana、英: Marriage at Cana）は、初期フランドル派の画家ヘラルト・ダヴィトが1510年 - 1515年に板上に油彩で描いた絵画である。作品は、パリのルーヴル美術館に所蔵されている。『セダノ家の三連祭壇画』 (ルーヴル美術館) 同様、カスティーリャの商人、ジャン・ド・セダノの委嘱により描かれた。フランス王ルイ14世の最初の取得作品の1つで、1669年、王はこの作品をフランドルの商人ヤン・カレル・デ・ウィッテから購入した。

## 主題
絵画の主題は、『新約聖書』にある「ヨハネによる福音書」 (2:1-12) から採られている。イエス・キリストとその母聖母マリアが招待された婚宴の席で、突然ワインが底をつく。聖母に頼まれたイエスは、水を満たした大瓶を召使に持ってこさせ、その水をワインに変えて急場をしのぐ。この行為は、そののち、聖餐の象徴として解釈された。
他の客人や高価な衣装に身を包んだ新郎新婦は、疑念の面持ちでその奇跡を見守っている。キリストと聖母はテーブルの左側に少し離れて座っているが、光輪やつつましやかな衣服がなければ目立たないだろう。

## 作品
ダーフィットは、キリストがもたらした最初の奇跡を自身や寄進者セダノの時代に置き換えている。画面前景左隅にセダノと息子、右隅に妻が手を合わせてキリストを礼拝している姿を描いた。セダノは、『セダノ家の三連祭壇画』に描かれている時よりも少し年をとって、髪の毛が薄くなっており、顔色はあまりよくない。しかし、一段と裕福になって、刺繍のあるミンクのコートを着ている。一方、美しい妻は、指輪で指が重たげである。なお、セダノの赤と黒の衣服は、所属していた「聖血の兄弟団」(Confraternity of the Holy Blood) のものであり、本作自体、この兄弟団のために描かれた可能性がある。
『セダノ家の三連祭壇画』と異なり、本作はどの点から見ても16世紀の絵画となっており、人物の顔貌の微妙な陰影表現などにイタリアの影響が見られる。しかし、本来、ガリラヤの小村で起きた出来事であるにもかかわらず、背景の町は15世紀に全盛期を迎えたブルッヘの荘厳な建造物や広場を彷彿とさせる。当時のブルッヘの街並みを描いている点は、全世紀以来のネーデルラントの伝統そのままである。
本作の制作には工房が関与しているという見方もあるが、ほとんど根拠はない。